# اسکیتر دیویس
اسکیتر دیویس (انگلیسی: Skeeter Davis; ۳۰ دسامبر ۱۹۳۱ – ۱۹ سپتامبر ۲۰۰۴) خوانندهٔ مؤلف، خواننده، نویسنده و نویسنده کودکان اهل ایالات متحده آمریکا بود. وی بین سال‌های ۱۹۵۰ تا ۲۰۰۴ میلادی فعالیت می‌کرد.